# Słowenia na Letnich Igrzyskach Olimpijskich 2012
Słowenię na Letnich Igrzyskach Olimpijskich 2012 reprezentowało 65 zawodników: 28 mężczyzn i 37 kobiet. Był to szósty start reprezentacji Słowenii na letnich igrzyskach olimpijskich.

## Zdobyte medale
| Medal  | Zawodnik             | Dyscyplina    | Konkurencja                               | Rezultat                         |
| ------ | -------------------- | ------------- | ----------------------------------------- | -------------------------------- |
| Złoto  | Urška Žolnir         | Judo          | waga do 63 kg kobiet                      | w finale pokonała Chinkę Xu Lili |
| Srebro | Primož Kozmus        | Lekkoatletyka | rzut młotem mężczyzn                      | 79,36 m                          |
| Brąz   | Rajmond Debevec      | Strzelectwo   | karabin małokalibrowy leżąc 50 m mężczyzn | 701,0 pkt                        |
| Brąz   | Luka Špik, Iztok Čop | Wioślarstwo   | dwójka podwójna mężczyzn                  | 6:34,35 min                      |

## Skład kadry

### Badminton
Kobiety
| Zawodniczka | Konkurencja    | Faza grupowa         | Faza grupowa         | Faza grupowa         | Faza grupowa | Eliminacje           | Ćwierćfinał          | Półfinał             | Finał                | Finał   |
| Zawodniczka | Konkurencja    | Przeciwniczka Punkty | Przeciwniczka Punkty | Przeciwniczka Punkty | Miejsce      | Przeciwniczka Punkty | Przeciwniczka Punkty | Przeciwniczka Punkty | Przeciwniczka Punkty | Miejsce |
| ----------- | -------------- | -------------------- | -------------------- | -------------------- | ------------ | -------------------- | -------------------- | -------------------- | -------------------- | ------- |
| Maja Tvrdy  | gra pojedyncza | Susan Egelstaff 0-2  | Sayaka Satō 0-2      |                      | 3.           | → Nie awansowała     | → Nie awansowała     | → Nie awansowała     | → Nie awansowała     | 33.     |

### Gimnastyka
Kobiety
| Zawodniczka | Wynik                  | Wynik                  | Wynik           | Wynik           | Wynik                  | Wynik                  | Wynik                   | Wynik                   | Wynik | Wynik   | Wynik              | Wynik              |
| Zawodniczka | Wielobój indywidualnie | Wielobój indywidualnie | Ćwiczenia wolne | Ćwiczenia wolne | Ćwiczenia na poręczach | Ćwiczenia na poręczach | Ćwiczenia na równoważni | Ćwiczenia na równoważni | Skoki | Skoki   | Wielobój drużynowy | Wielobój drużynowy |
| Zawodniczka | Wynik                  | Pozycja                | Wynik           | Pozycja         | Wynik                  | Pozycja                | Wynik                   | Pozycja                 | Wynik | Pozycja | Wynik              | Pozycja            |
| ----------- | ---------------------- | ---------------------- | --------------- | --------------- | ---------------------- | ---------------------- | ----------------------- | ----------------------- | ----- | ------- | ------------------ | ------------------ |
| Saša Golob  | 38,599                 | 60.                    | 13,500          | 40.             | 12,066                 | 70.                    | 13,033                  | 47.                     | 0,000 | 81.     |                    |                    |

### Judo
Mężczyźni
| Zawodnik     | Konkurencja | 1/32             | 1/16                             | 1/8                        | Ćwierćfinał      | Półfinał         | Pierwsza runda repasaży | Półfinał repasaży | Finał            | Finał   |
| Zawodnik     | Konkurencja | Przeciwnik Wynik | Przeciwnik Wynik                 | Przeciwnik Wynik           | Przeciwnik Wynik | Przeciwnik Wynik | Przeciwnik Wynik        | Przeciwnik Wynik  | Przeciwnik Wynik | Pozycja |
| ------------ | ----------- | ---------------- | -------------------------------- | -------------------------- | ---------------- | ---------------- | ----------------------- | ----------------- | ---------------- | ------- |
| Rok Drakšič  | −66 kg      |                  | Ricardo Valderrama W 0100-0001   | Miklós Ungvári P 0002-0011 | → Nie awansował  | → Nie awansował  | → Nie awansował         | → Nie awansował   | → Nie awansował  | 9.      |
| Aljaž Sedej  | −73 kg      |                  | Travis Stevens P 0002-1010       | → Nie awansował            | → Nie awansował  | → Nie awansował  | → Nie awansował         | → Nie awansował   | → Nie awansował  | 17.     |
| Matjaž Ceraj | +100 kg     |                  | Stanisław Bondarenko W 0021-0002 | Kim Sung-min P 0001-0020   | → Nie awansował  | → Nie awansował  | → Nie awansował         | → Nie awansował   | → Nie awansował  | 9.      |

Kobiety
| Zawodniczka      | Konkurencja | 1/16                         | 1/8                          | Ćwierćfinał                   | Półfinał                         | Pierwsza runda repasaży | Półfinał repasaży   | Finał               | Finał   |
| Zawodniczka      | Konkurencja | Przeciwniczka Wynik          | Przeciwniczka Wynik          | Przeciwniczka Wynik           | Przeciwniczka Wynik              | Przeciwniczka Wynik     | Przeciwniczka Wynik | Przeciwniczka Wynik | Pozycja |
| ---------------- | ----------- | ---------------------------- | ---------------------------- | ----------------------------- | -------------------------------- | ----------------------- | ------------------- | ------------------- | ------- |
| Vesena Đukić     | – 57 kg     | Kaori Matsumoto P 0002-0011  | → Nie awansowała             | → Nie awansowała              | → Nie awansowała                 | → Nie awansowała        | → Nie awansowała    | → Nie awansowała    | 17.     |
| Urška Žolnir     | – 63 kg     | Claudia Malzahn W 1100-0000  | Estefania García W 1000-0001 | Alice Schlesinger W 1100-0000 | Muchdzaja Cedewsuren W 1000-0000 |                         |                     | Xu Lili W 0100-0011 | złoto   |
| Raša Sraka       | – 70 kg     |                              | Cecilia Blanco W 1102-0001   | Hwang Ye-sul P 0001–1000      | → Nie awansowała                 | Yuri Alvear P 0001–1000 | → Nie awansowała    | → Nie awansowała    | 7.      |
| Anamari Velenšek | – 78 kg     | Daria Pogorzelec P 0000-0010 | → Nie awansowała             | → Nie awansowała              | → Nie awansowała                 | → Nie awansowała        | → Nie awansowała    | → Nie awansowała    | 17.     |
| Lucija Polavder  | +78 kg      |                              | Karina Bryant P 0000-0011    | → Nie awansowała              | → Nie awansowała                 | → Nie awansowała        | → Nie awansowała    | → Nie awansowała    | 9.      |

### Kajakarstwo
Kobiety
| Zawodniczka       | Konkurencja | Eliminacje | Eliminacje | Półfinały | Półfinały | Finał    | Finał   | Pozycja |
| Zawodniczka       | Konkurencja | Czas       | Pozycja    | Czas      | Pozycja   | Czas     | Pozycja | Pozycja |
| ----------------- | ----------- | ---------- | ---------- | --------- | --------- | -------- | ------- | ------- |
| Špela Ponomarenko | K-1 200m    | 42,884     | 4.         | 42,209    | 5.        | 44,953   | 2. (B)  | 10.     |
| Špela Ponomarenko | K-1 500m    | 2:01,520   | 5.         | 1:53,341  | 5.        | 1:53,718 | 4. (B)  | 12.     |

### Kajakarstwo górskie
Mężczyźni
| Zawodnik               | Konkurencja | Eliminacje | Eliminacje | Eliminacje | Eliminacje | Eliminacje | Eliminacje | Półfinały | Półfinały | Finał            | Finał            | Pozycja |
| Zawodnik               | Konkurencja | P 1        | M.         | P 2        | M.         | Razem      | M.         | Czas      | Miejsce   | Czas             | Miejsce          | Pozycja |
| ---------------------- | ----------- | ---------- | ---------- | ---------- | ---------- | ---------- | ---------- | --------- | --------- | ---------------- | ---------------- | ------- |
| Peter Kauzer           | K-1         | 90,98      | 9.         | 88,10      | 4.         | 88,10      | 5.         | 96,02     | 1.        | 101,01           | 6.               | 6.      |
| Benjamin Savšek        | C-1         | 90,83      | 1.         | 203,42     | 15.        | 90,83      | 2.         | 99,92     | 2.        | 219,95           | 8.               | 8.      |
| Sašo Taljat Luka Božič | C-2         | 102,82     | 4.         | 101,08     | 4.         | 101,08     | 6.         | 113,50    | 8.        | → Nie awansowali | → Nie awansowali | 8.      |

Kobiety
| Zawodnik    | Konkurencja | Eliminacje | Eliminacje | Eliminacje | Eliminacje | Eliminacje | Eliminacje | Półfinały | Półfinały | Finał            | Finał            | Pozycja |
| Zawodnik    | Konkurencja | P 1        | M.         | P 2        | M.         | Razem      | M.         | Czas      | Miejsce   | Czas             | Miejsce          | Pozycja |
| ----------- | ----------- | ---------- | ---------- | ---------- | ---------- | ---------- | ---------- | --------- | --------- | ---------------- | ---------------- | ------- |
| Eva Terčelj | K-1         | 107,17     | 7.         | 107,57     | 9.         | 107,17     | 11.        | 117,36    | 13.       | → Nie awansowała | → Nie awansowała | 13.     |

### Kolarstwo

#### Kolarstwo szosowe
| Zawodnik        | Konkurencja                    | Czas     | Pozycja |
| --------------- | ------------------------------ | -------- | ------- |
| Janez Brajkovič | jazda indywidualna na czas (m) | 54:09,72 | 10.     |
| Janez Brajkovič | wyścig ze startu wspólnego (m) | 5:46:05  | 21.     |
| Borut Božič     | wyścig ze startu wspólnego (m) | 5:46:37  | 46.     |
| Grega Bole      | wyścig ze startu wspólnego (m) | 5:46:37  | 79.     |
| Polona Batagelj | wyścig ze startu wspólnego (k) | 3:35:56  | 22.     |

#### Kolarstwo górskie
| Zawodnik        | Konkurencja       | Czas    | Pozycja |
| --------------- | ----------------- | ------- | ------- |
| Tanja Žakelj    | cross-country (k) | 1:34:41 | 10.     |
| Blaža Klemenčič | cross-country (k) | 1:39:42 | 23.     |

### Lekkoatletyka
Mężczyźni
Konkurencje biegowe
| Zawodnik    | Konkurencja        | Eliminacje | Eliminacje | Półfinał | Półfinał | Finał           | Finał           |
| Zawodnik    | Konkurencja        | Wynik      | Miejsce    | Wynik    | Miejsce  | Wynik           | Miejsce         |
| ----------- | ------------------ | ---------- | ---------- | -------- | -------- | --------------- | --------------- |
| Primož Kobe | maraton            |            |            |          |          | 2:19:28         | 46.             |
| Brent Larue | 400 m przez płotki | 49,38      | 4.         | 49,45    | 3.       | → Nie awansował | → Nie awansował |

Konkurencje techniczne
| Zawodnik      | Konkurencja    | Kwalifikacje | Kwalifikacje | Finał           | Finał           |
| Zawodnik      | Konkurencja    | Wynik        | Miejsce      | Wynik           | Miejsce         |
| ------------- | -------------- | ------------ | ------------ | --------------- | --------------- |
| Rožle Prezelj | skok wzwyż     | 2,21         | 25.          | → Nie awansował | → Nie awansował |
| Primož Kozmus | rzut młotem    | 78,12        | 3.           | 79,36           | srebro          |
| Matija Kranjc | rzut oszczepem | 72,63        | 40.          | → Nie awansował | → Nie awansował |

Kobiety
Konkurencje biegowe
| Zawodnik     | Konkurencja        | Eliminacje | Eliminacje | Półfinał         | Półfinał         | Finał            | Finał            |
| Zawodnik     | Konkurencja        | Wynik      | Miejsce    | Wynik            | Miejsce          | Wynik            | Miejsce          |
| ------------ | ------------------ | ---------- | ---------- | ---------------- | ---------------- | ---------------- | ---------------- |
| Žana Jereb   | maraton            |            |            |                  |                  | 2:42:50          | 88.              |
| Sonja Roman  | 1500 m             | 4:19,17    | 11.        | → Nie awansowała | → Nie awansowała | → Nie awansowała | → Nie awansowała |
| Marina Tomić | 100 m przez płotki | 13,10      | 5.         | → Nie awansowała | → Nie awansowała | → Nie awansowała | → Nie awansowała |

Konkurencje techniczne
| Zawodniczka    | Konkurencja    | Kwalifikacje | Kwalifikacje | Finał            | Finał            |
| Zawodniczka    | Konkurencja    | Wynik        | Miejsce      | Wynik            | Miejsce          |
| -------------- | -------------- | ------------ | ------------ | ---------------- | ---------------- |
| Barbara Špiler | rzut młotem    | 67,21        | 29.          | → Nie awansowała | → Nie awansowała |
| Martina Ratej  | rzut oszczepem | 63,60        | 6.           | 61,62            | 7.               |
| Tina Šutej     | skok o tyczce  | 4,25         | 19.          | → Nie awansowała | → Nie awansowała |
| Marija Šestak  | trójskok       | 14,16        | 12.          | 13,98            | 11.              |

### Łucznictwo
| Zawodnik        | Konkurencja       | Runda rankingowa | Runda rankingowa | 1/32              | 1/16             | 1/8              | Ćwierćfinały     | Półfinały        | Finał            | Finał   |
| Zawodnik        | Konkurencja       | Wynik            | Seed             | Przeciwnik Wynik  | Przeciwnik Wynik | Przeciwnik Wynik | Przeciwnik Wynik | Przeciwnik Wynik | Przeciwnik Wynik | Pozycja |
| --------------- | ----------------- | ---------------- | ---------------- | ----------------- | ---------------- | ---------------- | ---------------- | ---------------- | ---------------- | ------- |
| Klemen Štrajhar | indywidualnie (m) | 639              | 58.              | Dai Xiaoxiang 0-6 | → Nie awansował  | → Nie awansował  | → Nie awansował  | → Nie awansował  | → Nie awansował  | 33.     |

### Pływanie
Mężczyźni
| Zawodnik       | Konkurencja     | Eliminacje | Eliminacje | Półfinał        | Półfinał        | Finał           | Finał           |
| Zawodnik       | Konkurencja     | Czas       | Miejsce    | Czas            | Miejsce         | Czas            | Miejsce         |
| -------------- | --------------- | ---------- | ---------- | --------------- | --------------- | --------------- | --------------- |
| Peter Mankoč   | 100m motylkowym | 52,44      | 20.        | → Nie awansował | → Nie awansował | → Nie awansował | → Nie awansował |
| Robert Žbogar  | 200m motylkowym | 1:58,99    | 24.        | → Nie awansował | → Nie awansował | → Nie awansował | → Nie awansował |
| Damir Dugonjič | 100m klasycznym | 1:00,77    | 18.        | → Nie awansował | → Nie awansował | → Nie awansował | → Nie awansował |

Kobiety
| Zawodniczka                                           | Konkurencja       | Eliminacje | Eliminacje | Półfinał         | Półfinał         | Finał            | Finał            |
| Zawodniczka                                           | Konkurencja       | Czas       | Miejsce    | Czas             | Miejsce          | Czas             | Miejsce          |
| ----------------------------------------------------- | ----------------- | ---------- | ---------- | ---------------- | ---------------- | ---------------- | ---------------- |
| Nastja Govejšek                                       | 100m dowolnym     | 56,21      | 28.        | → Nie awansowała | → Nie awansowała | → Nie awansowała | → Nie awansowała |
| Sara Isakovič                                         | 200m dowolnym     | 1:58,96    | 16.        | 1:58,47          | 14.              | → Nie awansowała | → Nie awansowała |
| Sara Isakovič                                         | 100m motylkowym   | 59,86      | 31.        | → Nie awansowała | → Nie awansowała | → Nie awansowała | → Nie awansowała |
| Mojca Sagmeister                                      | 400m dowolnym     | 4:21,55    | 32.        |                  |                  | → Nie awansowała | → Nie awansowała |
| Tjaša Oder                                            | 800m dowolnym     | 8:41,82    | 25.        |                  |                  | → Nie awansowała | → Nie awansowała |
| Anja Čarman                                           | 100m grzbietowym  | 1:02,68    | 34.        | → Nie awansowała | → Nie awansowała | → Nie awansowała | → Nie awansowała |
| Anja Čarman                                           | 200m grzbietowym  | 2:13,01    | 25.        | → Nie awansowała | → Nie awansowała | → Nie awansowała | → Nie awansowała |
| Tjaša Vozel                                           | 100m klasycznym   | 1:09,63    | 30.        | → Nie awansowała | → Nie awansowała | → Nie awansowała | → Nie awansowała |
| Tanja Šmid                                            | 200m klasycznym   | 2;32,19    | 33.        | → Nie awansowała | → Nie awansowała | → Nie awansowała | → Nie awansowała |
| Anja Klinar                                           | 200m motylkowym   | 2:09,24    | 14.        | 2:07,84          | 11.              | → Nie awansowała | → Nie awansowała |
| Anja Klinar                                           | 200m zmiennym     | 4:38,20    | 10.        |                  |                  | → Nie awansowała | → Nie awansowała |
| Sara Isakovič Anja Klinar Urša Bežan Mojca Sagmeister | 4 × 200m dowolnym | 8:04,69    | 14.        |                  |                  | → Nie awansowały | → Nie awansowały |

### Strzelectwo
Mężczyźni
| Zawodnik        | Konkurencja | Kwalifikacje | Kwalifikacje | Finał           | Finał           |
| Zawodnik        | Konkurencja | Wynik        | Pozycja      | Wynik           | Pozycja         |
| --------------- | ----------- | ------------ | ------------ | --------------- | --------------- |
| Rajmond Debevec | Kdw 60l     | 596          | 3.           | 701,0           | brąz            |
| Rajmond Debevec | Kdw 3x40    | 1161         | 27.          | → Nie awansował | → Nie awansował |
| Boštjan Maček   | trap        | 121          | 7.           | → Nie awansował | → Nie awansował |

Kobiety
| Zawodnik     | Konkurencja | Kwalifikacje | Kwalifikacje | Finał            | Finał            |
| Zawodnik     | Konkurencja | Wynik        | Pozycja      | Wynik            | Pozycja          |
| ------------ | ----------- | ------------ | ------------ | ---------------- | ---------------- |
| Živa Dvoršak | ppn 40      | 396          | 11.          | → Nie awansowała | → Nie awansowała |
| Živa Dvoršak | Ksp 3x20    | 574          | 36.          | → Nie awansowała | → Nie awansowała |

### Taekwondo
Kobiety
| Zawodnik    | Konkurencja | 1/8                            | Ćwierćfinał                 | Półfinał             | Repesaż 1        | Repesaż 2           | Finał            | Finał   |
| Zawodnik    | Konkurencja | Przeciwnik Wynik               | Przeciwnik Wynik            | Przeciwnik Wynik     | Przeciwnik Wynik | Przeciwnik Wynik    | Przeciwnik Wynik | Pozycja |
| ----------- | ----------- | ------------------------------ | --------------------------- | -------------------- | ---------------- | ------------------- | ---------------- | ------- |
| Franka Anić | −67 kg      | Gülnafis Ajtmuchambetowa 15-11 | Karine Sergerie 10-5        | Hwang Kyung-seon 0-7 |                  | Paige McPherson 3-8 | → Nie awansowała | 5.      |
| Nuša Rajher | +67 kg      | Feruza Jergeszowa 16(SDP)-16   | Anastazja Barysznikowa 9-11 | → Nie awansowała     | → Nie awansowała | → Nie awansowała    | → Nie awansowała | 9.      |

Mężczyźni
| Zawodnik              | Konkurencja | 1/8              | Ćwierćfinał      | Półfinał         | Repesaż 1        | Repesaż 2        | Finał            | Finał   |
| Zawodnik              | Konkurencja | Przeciwnik Wynik | Przeciwnik Wynik | Przeciwnik Wynik | Przeciwnik Wynik | Przeciwnik Wynik | Przeciwnik Wynik | Pozycja |
| --------------------- | ----------- | ---------------- | ---------------- | ---------------- | ---------------- | ---------------- | ---------------- | ------- |
| Ivan Konrad Trajkovič | +80 kg      | Cha Dong-min 4-9 | → Nie awansował  | → Nie awansował  | → Nie awansował  | → Nie awansował  | → Nie awansował  | 11.     |

### Tenis stołowy
| Zawodnik    | Konkurencja        | Eliminacje       | Runda 1          | Runda 2                                               | Runda 3                              | 1/8 finału       | Ćwierćfinały     | Półfinały        | Finał            | Finał   |
| Zawodnik    | Konkurencja        | Przeciwnik Wynik | Przeciwnik Wynik | Przeciwnik Wynik                                      | Przeciwnik Wynik                     | Przeciwnik Wynik | Przeciwnik Wynik | Przeciwnik Wynik | Przeciwnik Wynik | Pozycja |
| ----------- | ------------------ | ---------------- | ---------------- | ----------------------------------------------------- | ------------------------------------ | ---------------- | ---------------- | ---------------- | ---------------- | ------- |
| Bojan Tokić | gra pojedyncza (m) |                  |                  | Liu Song 4-3 11:0, 7:11, 11:7, 11:6, 3:11, 9:11, 11:8 | Gao Ning 0-4 7:11, 7:11, 5:11, 12:14 | → Nie awansował  | → Nie awansował  | → Nie awansował  | → Nie awansował  | 17.     |

### Tenis ziemny
Kobiety
| Zawodnik                          | Konkurencja | 1/32                                 | 1/16                                                    | 1/8                                     | Ćwierćfinały     | Półfinały        | Finał            | Finał          |
| Zawodnik                          | Konkurencja | Przeciwnik Wynik                     | Przeciwnik Wynik                                        | Przeciwnik Wynik                        | Przeciwnik Wynik | Przeciwnik Wynik | Przeciwnik Wynik | Pozycja        |
| --------------------------------- | ----------- | ------------------------------------ | ------------------------------------------------------- | --------------------------------------- | ---------------- | ---------------- | ---------------- | -------------- |
| Polona Hercog                     | singel      | María José Martínez Sánchez 2:6, 4:6 | → Nie awansowała                                        | → Nie awansowała                        | → Nie awansowała | → Nie awansowała | → Nie awansowała | Miejsca 33-64. |
| Andreja Klepač Katarina Srebotnik | debel       |                                      | Margalita Czachnaszwili Ana Tatiszwili 7:6(0), 3:6, 6:2 | Sara Errani Roberta Vinci 5:7, 6:4, 4:6 | → Nie awansowały | → Nie awansowały | → Nie awansowały | Miejsca 9-16.  |

Mężczyźni
| Zawodnik    | Konkurencja | 1/32                    | 1/16                  | 1/8              | Ćwierćfinały     | Półfinały        | Finał            | Finał          |
| Zawodnik    | Konkurencja | Przeciwnik Wynik        | Przeciwnik Wynik      | Przeciwnik Wynik | Przeciwnik Wynik | Przeciwnik Wynik | Przeciwnik Wynik | Pozycja        |
| ----------- | ----------- | ----------------------- | --------------------- | ---------------- | ---------------- | ---------------- | ---------------- | -------------- |
| Blaž Kavčič | singel      | Vishnu Vardhan 6:3, 6:2 | David Ferrer 2:6, 2:6 | → Nie awansował  | → Nie awansował  | → Nie awansował  | → Nie awansował  | Miejsca 17-32. |

### Triathlon
| Zawodnik     | Konkurencja | Pływanie (1,5 km) | Zmiana 1 | Jazda na rowerze (40 km) | Zmiana 2 | Bieg (10 km) | Czas    | Pozycja |
| ------------ | ----------- | ----------------- | -------- | ------------------------ | -------- | ------------ | ------- | ------- |
| Mateja Šimic | kobiety     | 19:31             | 0:43     | 1:07:11                  | 0:34     | 37:36        | 2:05:35 | 37.     |

### Wioślarstwo
Mężczyźni
| Zawodnik            | Konkurencja | Eliminacje | Eliminacje | Repesaż | Repesaż | Półfinały | Półfinały | Finał   | Finał  | Miejsce |
| Zawodnik            | Konkurencja | Czas       | M.         | Czas    | M.      | Czas      | M.        | Czas    | M.     | Miejsce |
| ------------------- | ----------- | ---------- | ---------- | ------- | ------- | --------- | --------- | ------- | ------ | ------- |
| Luka Špik Iztok Čop | M2x         | 6:17,78    | 2.         |         |         | 6:19,97   | 1         | 6:34,35 | 3. (A) | brąz    |

### Żeglarstwo
Kobiety
| Zawodnik             | Konkurencja | Wyścig | Wyścig | Wyścig | Wyścig | Wyścig | Wyścig | Wyścig | Wyścig | Wyścig | Wyścig | Wyścig | Punkty | Finałowa pozycja |
| Zawodnik             | Konkurencja | 1      | 2      | 3      | 4      | 5      | 6      | 7      | 8      | 9      | 10     | M*     | Punkty | Finałowa pozycja |
| -------------------- | ----------- | ------ | ------ | ------ | ------ | ------ | ------ | ------ | ------ | ------ | ------ | ------ | ------ | ---------------- |
| Tina Mrak Teja Černe | 470         | 12     | 9      | 12     | 14     | 17     | 17     | 17     | 14     | 16     | 16     |        | 127    | 18.              |

Mężczyźni
| Zawodnik       | Konkurencja | Wyścig | Wyścig | Wyścig | Wyścig | Wyścig | Wyścig | Wyścig | Wyścig | Wyścig | Wyścig | Wyścig | Punkty | Finałowa pozycja |
| Zawodnik       | Konkurencja | 1      | 2      | 3      | 4      | 5      | 6      | 7      | 8      | 9      | 10     | M*     | Punkty | Finałowa pozycja |
| -------------- | ----------- | ------ | ------ | ------ | ------ | ------ | ------ | ------ | ------ | ------ | ------ | ------ | ------ | ---------------- |
| Karlo Hmeljak  | Laser       | 23     | 30     | 18     | 33     | 34     | 31     | 50     | 25     | 27     | 32     |        | 253    | 31.              |
| Vasilij Žbogar | Finn        | 8      | 6      | 5      | 3      | 8      | 5      | 9      | 6      | 2      | 6      | 14     | 63     | 6.               |

M = Wyścig medalowy